# Sprawa samotnej dziedziczki
Sprawa samotnej dziedziczki (ang. The Case of the Lonely Heiress) – powieść kryminalna autorstwa Erle’a Stanleya Gardnera, wydana w 1948 roku. Pierwsze polskie wydanie miało miejsce w 2007 roku, nakładem Wydawnictwa Dolnośląskiego w tłumaczeniu Anny Kloczkowskiej.

## Fabuła
Do kancelarii adwokata, Perry’ego Masona zgłasza się Robert Caddo, wydawca czasopisma Wołanie Samotnych Serc, w którym ogłaszają się ludzie samotni, mając nadzieję na znalezienie życiowego partnera. Caddo mówi adwokatowi, że ostatnio miejsce na ogłoszenie w jego gazecie zarezerwowała tajemnicza nieznajoma, która starannie ukrywa swoje dane personalne. Tymczasem wydawca ma problemy z policją, która domaga się potwierdzenia autentyczności ogłoszeń, grożąc likwidacją czasopisma.
Perry Mason prosi o pomoc swojego przyjaciela, właściciela agencji detektywistycznej, Paula Drake’a. Za jego pomocą poprzez podstawienie jednego z detektywów, który odpowiada na ogłoszenie nieznajomej, udaje się ustalić, że nazywa się ona Marilyn Marlow. Mason przedstawia Caddowi rozwiązanie i całą sprawę uważa za zamkniętą.
Tymczasem do kancelarii zgłasza się sama Marilyn i prosi Masona o pomoc w swojej nietypowej sprawie. Okazuje się, że matka dziewczyny, Eleonore Marlow otrzymała pokaźny spadek od swojego pracodawcy, a niedługo później sama zginęła w wypadku samochodowym. W świetle prawa, cały spadek przechodziłby teraz na Marilyn. Tymczasem rodzeństwo zmarłego – Lorraine, Ralph i Palmer Endicottowie czują się pokrzywdzeni sposobem, w jaki ich brat rozporządził majątkiem i próbują obalić testament, dowodząc, że Eleonore Mason była oszustką. W tym celu próbują przekupić jedną ze szpitalnych pielęgniarek, Rose Keeling, która była świadkiem podpisania testamentu. Marilyn, nie chcąc do tego dopuścić wymyśliła sprytny plan – zamieszczając ogłoszenie w gazecie pana Caddo liczyła na to, że pozna jakiegoś młodzieńca, który będzie w stanie pomóc jej w pokonaniu Endicottów, zawracając w głowie Rose i przeciągając ją na stronę panny Marlow. Po rozmowie z Perrym Masonem dziewczyna postanawia jednak odejść od swoich wcześniejszych zamiarów, a adwokat obiecuje jej pomóc.
Kilka dni później, Marilyn Marlow dzwoni do Masona z mieszkania Rose Keeling, twierdząc, że znalazła ciało zamordowanej gospodyni. Mason, wracając ze swoją asystentką, Dellą Street, natychmiast przybywają na miejsce tragedii. Adwokat przyjmuje od Marilyn obietnicę, że nie miała nic wspólnego ze śmiercią Rose, po czym nakazuje jej wymknąć się z mieszkania, by nie padły na nią podejrzenia, po czym sam dzwoni na policję. W swojej wersji opowiada, że to on wraz z Dellą znalazł ciało panny Keeling, chcąc złożyć jej wizytę w sprawie legatu swojej klientki, a w mieszkaniu nie było nikogo innego.
Policji mimo wszystko udaje się dotrzeć do Marilyn, która załamana, wyznaje im wszystko podczas ostrego przesłuchania. Staje się jasne, że Marilyn zostanie oskarżona o morderstwo – miała zarówno doskonały motyw, jak i sposobność, by zamordować Rose. Perry Mason musi teraz oczyścić swoją klientkę z zarzutów.
W pierwszej kolejności, Mason udaje się do rodzeństwa Endicott. Okazuje się, że jedynym z nich, mających tego dnia kontakt z denatką był Ralph. Wedle jego relacji, dziewczyna skontaktowała się z nim i przyznała, że wzięła korzyść majątkową od Eleonore Marlow w zamian za fałszywe potwierdzenie przebiegu sporządzania testamentu przez George’a Endicottta. Rose nie dawały jednak spokoju wyrzuty sumienia i wypisała Ralphowi czek na sumę odpowiadającą tej, którą wcześniej wzięła pd pani Marlow, zobowiązując się jednocześnie do zmiany swoich zeznań. Mason nie wierzy Ralphowi i przy pomocy Drake’a sprawdza jego alibi – okazuje się, że nie mógł on w żaden sposób zamordować Rose.
Kolejnym tropem okazuje się Dolores Caddo, chorobliwie zazdrosna żona Roberta. Okazuje się, że pan Caddo również próbował pomóc Marilyn w odzyskaniu spadku. Nawiązał z nią znajomość, a kiedy dziewczyna opowiedziała mu o Rose Keeling, zapisał sobie jej adres. Tę właśnie notatkę znalazła Dolores i natychmiast z wściekłością pobiegła do Rose zrobić jej awanturę. Kobieta przyznaje się Masonowi do obecności w mieszkaniu Rose, jednak kiedy przesłuchuje ją policja, wszystkiego się wypiera.
Wkrótce dochodzi do procesu Marilyn Marlow, w której Perry Mason przyjmuje stanowisko jej obrońcy...

### Rozwiązanie
Masonowi udaje się odkryć i wykazać w sądzie, że mordercą jest Palmer Endicott, brat Ralpha. Wszyscy Endicottowie uknuli sprytną intrygę, chcąc za wszelką cenę dowieść, że jedynie Ralph był ich źródłem kontaktów z Rose, licząc na to, że tylko jego alibi zostanie sprawdzone. Nikt tymczasem nie zainteresował się, co w tym czasie robił drugi z braci.
Tak naprawdę wersja, którą przedstawiła na początku Rose była prawdziwa i to Marilyn należał się spadek po George’u Endicotcie. Kobieta przyjęła później korzyść majątkową od jego rodzeństwa w zamian za obietnicę złożenia fałszywych zeznań, jednak po pewnym czasie dokuczyły jej wyrzuty sumienia i postanowiła wycofać się z umowy, co właśnie było motywem zbrodni.
Kiedy Perry Mason ogłasza swoje odkrycia w sądzie, obecny na rozprawie Palmer Endicott próbuje ucieczki, jednak udaremniają mu to ludzie Drake’a, których Mason ustawił wcześniej przy wyjściu i w ten sposób morderca zostaje pojmany.

## Ekranizacja
1 lutego 1948 roku Sprawa samotnej dziedziczki miała swoją filmową premierę. Powieść została zekranizowana w 20 odcinku 1 sezonu serialu Perry Mason, jej długość to 60 min. Wyreżyserował ją Laslo Benedek. W głównych rolach wystąpili Raymond Burr (Perry Mason), Barbara Hale (Della Street) i William Hopper (Paul Drake).